# Квантова свідомість
Квантова свідомість або квантовий розум — це група гіпотез, які припускають, що локальні фізичні закони та взаємодії з класичної механіки або зв'язки між нейронами самі по собі не можуть пояснити свідомість, натомість припускаючи, що в механізмах свідомості залучені квантово-механічні явища, такі як заплутаність і суперпозиція. Ефекти, наявні в менших частинах мозку, ніж у нейронах, імовірно, можуть відігравати важливу роль у функціонуванні мозку та пояснювати важливі аспекти свідомості.
Квантова свідомість досліджує потенційний зв'язок між квантовою механікою та невловимою природою свідомості, припускаючи, що квантові явища в мозку можуть сприяти свідомому досвіду. Дослідження квантової свідомості заглиблюється в квантові ефекти в біологічних системах, піднімаючи питання щодо їхнього значення для свідомості. У той час як галузь стикається зі скептицизмом щодо можливості підтримки квантової когерентності в теплих біологічних середовищах, поточні міждисциплінарні дослідження продовжують досліджувати потенційні зв'язки між квантовою механікою та свідомим досвідом, формуючи дискурс щодо фундаментальної природи свідомості.
Є маргінальною наукою й часто використовується для шарлатанства. 

## Історія
Загадкова природа людської свідомості сторіччями захоплювала наукові дослідження, спонукаючи до невпинних досліджень і різноманітних теоретичних підходів у різних дисциплінах. Водночас відкриття квантової механіки революціонізували наше розуміння фундаментальної реальності.
Основи вивчення свідомості глибоко вкорінені в різноманітних дисциплінах, від філософії до нейронауки, від психології до штучного інтелекту. Піонерські роботи Вільяма Джеймса в «Принципах психології» 1890 року створили ґрунт для дослідження суб'єктивного досвіду, тоді як сучасні дослідження когнітивної нейронауки, зокрема «Всесвіт свідомості» Джеральда Едельмана та Джуліо Тононі 2000 року, пролили світло на нейронні кореляти та інтегровану природу свідомого сприйняття.

### Квантова фізика
Коріння квантової теорії сягають кінця 19-го та початку 20-го століть із ключовим внеском таких вчених, як Макс Планк, який представив концепцію квантування для пояснення випромінювання чорного тіла. Роз'яснення фотоелектричного ефекту Альбертом Ейнштейном у 1905 році ще більше просунуло ідею світлових квантів (фотонів), кинувши виклик класичній хвильовій теорії та заклавши основу для квантової механіки.
1920-ті роки стали свідками формалізації квантової механіки, головним чином через роботи Вернера Гейзенберга про матричну механіку, хвильове рівняння Ервіна Шредінгера та імовірнісну інтерпретацію хвильової функції Макса Борна. Копенгагенська інтерпретація, запропонована Нільсом Бором і Вернером Гейзенбергом, запропонувала основу для розуміння особливої природи квантових явищ, наголошуючи на ролі спостереження.
Після Другої світової війни квантова механіка зміцнила своє місце як наріжний камінь сучасної фізики. Формулювання квантової теорії поля Полем Діраком, формулювання інтегралу вздовж траєкторій Річардом Фейнманом та поява квантової електродинаміки сприяли глибшому розумінню фундаментальних взаємодій на квантовому рівні. Подальші розробки, включаючи квантову хромодинаміку та стандартну модель фізики елементарних частинок, продовжували уточнювати наше розуміння квантових явищ.

### Квантова свідомість
Ервін Шредінгер одним із перших інтригуюче натякнув на можливість зв'язку квантової механіки з біологічними системами, у своїй книзі «Що таке життя?» в 1944 році, яка згодом перевидавалась багато разів.
Юджин Вігнер розвинув ідею про те, що квантова механіка має щось спільне з роботою розуму. Він припустив, що хвильова функція руйнується через її взаємодію зі свідомістю.
Наприкінці 20-го століття з'явилися теорії, які намагалися об'єднати квантову механіку зі свідомістю. Роджер Пенроуз і Стюарт Гамерофф запропонували теорію Оркестрованої Об'єктивної Редукції (Orchestrated Objective Reduction, коротко — Orch-OR), вважаючи квантові обчислення в мікротрубочках нейронів ключовими для свідомості. Водночас Теорія Голономного Мозку Карла Х. Прібрама та Девіда Бома, та Теорія Квантового Розуму Генрі Степпа запропонували альтернативні погляди на потенційну квантову природу свідомості.
Інші сучасні фізики та філософи вважали ці аргументи непереконливими. Віктор Стенгер охарактеризував квантову свідомість як «міф», який «не має наукового обґрунтування», який «має зайняти своє місце разом із богами, єдинорогами та драконами». Девід Чалмерс виступає проти квантової свідомості. Натомість він обговорює, як квантова механіка може співвідноситися з дуалістичною свідомістю. Чалмерс скептично ставиться до того, що будь-яка нова фізика може вирішити важку проблему свідомості.
Сучасна наука продовжує досліджувати потенційні перетини між квантовими явищами та свідомістю. Від інтегрованої теорії інформації до дослідження квантових ефектів у біологічних системах, ця міждисциплінарна спроба прагне з'ясувати глибокі зв'язки та наслідки, що виникають внаслідок інтеграції квантових принципів із природою свідомості.

## Основи квантової механіки
Народившись через потребу пояснити особливу поведінку, що спостерігається на атомному та субатомному рівнях, квантова механіка фундаментально змінила наше уявлення про реальність, ввівши концепції, які кидають виклик класичним уявленням про детермінізм та об'єктивність.

### Суперпозиція та сплутаність
В основі квантової механіки лежить принцип суперпозиції, коли частинки можуть існувати в кількох станах одночасно, доки не будуть виміряні (спостережені). Ця концепція, відомим прикладом якої є парадокс кота Шредінгера, підкреслює здатність квантових сутностей займати безліч станів одночасно, до моменту їх спостереження.
Заплутаність, ще один наріжний камінь квантової теорії, описує явище, коли частинки стають взаємопов'язаними таким чином, що стан однієї миттєво впливає на стан її заплутаної частинки-двійника, незалежно від їх просторового розділення. Концепція квантової заплутаності, запропонована в парадоксі ЕПР, продовжує кидати виклик звичайним уявленням про локальність і взаємозв'язок.

### Хвильово-корпускулярний дуалізм
Центральним у квантовій механіці є хвильово-корпускулярний дуалізм, де такі частинки, як електрони, фотони та, навіть, великі молекули з 800 атомами, демонструють як частинкоподібну, так і хвилеподібну поведінку. Відомий експеримент із подвійною щілиною, який підкреслює дуалізм хвилі та частинок світла й матерії, підкреслює притаманну неоднозначність і взаємододаткову природу квантових сутностей.

### Принцип невизначеності
Сформульований Вернером Гейзенбергом принцип невизначеності визначає фундаментальну межу точності, з якою можна одночасно знати певні пари властивостей (наприклад, положення та імпульс) частинки. Цей принцип вносить властиві невизначеності в природу квантових систем, визначаючи межу нашої здатності вимірювати певні пари спостережуваних величин з абсолютною точністю.

## Підходи
Дослідження квантової свідомості заглиблюються в перетин квантової механіки та свідомості, представляючи різноманітний набір теорій, які намагаються з'ясувати потенційні зв'язки між цими, здавалося б, різними сферами.

### Ранні пропозиції

#### Механіка Бома (1952)
Інтерпретація квантової механіки Девіда Бома запропонувала альтернативу копенгагенській інтерпретації, припускаючи взаємопов'язану та неподільну цілісність у квантовому царстві. Бом міркував про потенційні наслідки квантових явищ для свідомості, передбачаючи паралелі між неявним порядком у фізиці та природою свідомості.
Девід Бом розглядав квантову теорію та теорію відносності як взаємосуперечливі, що передбачало більш фундаментальний рівень у Всесвіті. Він стверджував, що і квантова теорія, і теорія відносності вказують на цю глибшу теорію, яку він сформулював як квантову теорію поля. Було запропоновано, що цей більш фундаментальний рівень представляє неподільну цілісність і неявний порядок, з якого виникає явний порядок Всесвіту, як ми його відчуваємо.

#### Квантова голографія (1970-1990-ті)
Голографічна модель мозку Карла Прібрама запропонувала голографічний механізм обробки інформації в мозку, проводячи паралелі між голографічним кодуванням і квантовими принципами. Прібрам припускав потенційну роль квантовоподібних ефектів у нейронній обробці та зберіганні інформації.

### Теорія оркестрованої об'єктивної редукції (Orch-OR)
Роджер Пенроуз і Стюарт Гамерофф запропонували теорію оркестрованої об'єктивної редукції, припускаючи, що свідомість виникає в результаті квантових обчислень, що відбуваються в нейронних мікротрубочках. Orch-OR припускає, що зменшення квантового стану в мікротрубочках призводить до організованої когерентної діяльності, що має вирішальне значення для появи моментів свідомості та когнітивних процесів.
Пенроуз і Гамерофф спочатку розробляли свої ідеї окремо, а потім разом створили Orch-OR на початку 1990-х років. Вони переглянули та оновили свою теорію в 2013 році.
Теорія Orch-OR стверджує, що свідомість виникає в результаті квантових обчислень, що відбуваються в структурах, відомих як мікротрубочки, які є циліндричними білковими структурами, поширеними в нейронах. Пенроуз і Гамерофф припустили, що мікротрубочки мають характеристики, придатні для квантових процесів, такі як їх упорядкована ґратчаста структура та здатність підтримувати квантові стани.
Центральним аспектом Orch-OR є концепція об'єктивної редукції, яка передбачає, що квантові суперпозиції в мікротрубочках досягають порогу, коли вони руйнуються або зменшуються до певних станів завдяки ще не ідентифікованому механізму, керованому квантовою гравітацією. Передбачається, що цей колапс квантового стану в мікротрубочках сприяє моментам свідомого усвідомлення або вибору шаблонів активації нейронів, пов'язаних з пізнанням і свідомістю.
Згідно з Orch-OR, мікротрубочки відіграють вирішальну роль не лише у підтримці квантових обчислень, але й у регуляції синаптичної активності та обробки інформації в нейронах. Згідно з теорією вважається, що квантові процеси в мікротрубочках сприяють відбору та інтеграції нейронних моделей збудження, необхідних для когнітивних функцій і свідомості.
Критики Orch-OR поставили під сумнів доцільність підтримки квантової когерентності в теплих, шумних і складних біологічних середовищах, таких як мозок. Здатність мікротрубочок підтримувати квантові стани протягом досить тривалого часу, необхідного для свідомої обробки, залишається предметом ретельного вивчення та критики. Багато теоретичних пропозицій Пенроуза та Гамероффа, що ґрунтувались на інтуїтивних здогадках та розуміннях, та пояснювали квантову природу свідомості, були спростовані; хоча деякі останні дослідження все ж узгоджуються з цією теорією квантової свідомості, основаної на квантових процесах в мікротрубочках.

### Голономна теорія мозку
Девід Бом і Карл Прібрам співпрацювали над голономною теорією мозку, яка припускала, що мозок функціонує через голографічні процеси, що включають нелокальні властивості. Ця теорія припускає, що структура мозку дозволяє кодувати та отримувати інформацію за допомогою квантово-подібних механізмів, потенційно впливаючи на когнітивні процеси.
Теорія голономного мозку (голономна теорія мозку) посилалася на квантову механіку, щоб пояснити процес обробки розумом вищого порядку. Прібрам стверджував, що його голономна модель вирішила проблему зв'язування. Прібрам співпрацював із Бомом у його роботі над квантовими підходами до розуму, і, зокрема, «цілісності» процесів. Він припустив, що впорядкована вода на поверхні дендритних мембран може працювати шляхом структурування конденсації Бозе — Ейнштейна, що підтримує квантову динаміку.

### Умедзава; Вітіелло, Фріман
Хіромі Умедзава та його співробітники запропонували квантово-польову теорію зберігання пам'яті. Джузеппе Вітіелло та Уолтер Фріман запропонували діалогову модель розуму. Цей діалог відбувається між класичною та квантовою частинами мозку. Їхні моделі квантової теорії поля динаміки мозку принципово відрізняються від теорії Пенроуза —— Гамероффа.

#### Квантова динаміка мозку
Теорія квантової динаміки мозку (QBD) — це гіпотеза для пояснення функції мозку в рамках квантової теорії поля.

Як описав Харальд Атманспахер: «Оскільки квантова теорія є найбільш фундаментальною теорією матерії, яка наразі доступна, є законним питання, чи може квантова теорія допомогти нам зрозуміти свідомість».
Початкова мотивація зв'язку квантової теорії зі свідомістю на початку 20 століття була переважно філософською. Досить правдоподібно, що свідомі вільні рішення («свобода волі») є проблематичними в абсолютно детерміністичному світі, тому квантова випадковість справді може відкрити нові можливості для свободи волі. (З іншого боку, випадковість проблематична для цілеспрямованого волі!)
Ріккарді та Умедзава запропонували в 1967 році загальну теорію квантів когерентних хвиль великої дії всередині та між клітинами мозку та показали можливий механізм зберігання та відновлення пам'яті з точки зору бозонів Намбу–Голдстоуна. Пізніше це було розроблено в теорію, яка охоплює всі біологічні клітини та системи в квантовій біодинаміці Дель Джудіче та співавторів. Пізніше Марі Джібу та Куніо Ясуе популяризували ці результати та обговорили їх вплив на свідомість.
Умедзава підкреслював, що макроскопічні та мікроскопічні впорядковані стани мають квантове походження відповідно до квантової теорії поля, і вказував на недоліки класичних нейронних моделей в їх описі. У 1981 році теоретичне дослідження моделі Ізінга в Топології дерева Кейлі та великих нейронних мереж дало точне рішення на замкнутих деревах із довільним коефіцієнтом розгалуження більше двох, демонструючи незвичайний фазовий перехід у кореляціях локальної вершини та дальніх кореляцій сайт-сайт. Цей висновок прямо підкреслює можливість наявності кількох кооперативних режимів у довгострокових станах упорядкування в нейронних мережах та їх складових, з кооперативними ефектами Барта замкнутої моделі Ізінга дерева (структурно та залежно від зв'язності, з критичною точкою як функцією коефіцієнта розгалуження та міжсайтові енергії взаємодії) та впорядкування станів Умедзава (менш залежне від структури та зі значно більшим ступенем свободи) незалежно або колективно керуючи загальним далекосяжним макроскопічним упорядкуванням, яке часто асоціюється з вищими когнітивними функціями в теорії Квантової динаміки мозку.

### Генрі Степп
Генрі Степп припустив, що квантові хвилі редукуються лише тоді, коли вони взаємодіють зі свідомістю. Він, спираючись на квантову механіку за фон Нейманом, припускав, що квантовий стан руйнується, коли спостерігач вибирає одну з альтернативних квантових можливостей як основу для майбутніх дій. Робота Стаппа викликала критику з боку таких вчених, як Девід Бурже та Данко Георгієв.

### Девід Пірс
Британський філософ Девід Пірс захищає те, що він називає фізикалістським ідеалізмом («фізикалісти-нематеріалісти стверджують, що реальність фундаментально заснована на досвіді, а природний світ вичерпно описується рівняннями фізики та їх рішеннями») і припустив, припустив, що унітарні свідомі розуми є фізичними станами квантової когерентності (нейронні суперпозиції). Згідно з Пірсом, ця гіпотеза піддається фальсифікації, на відміну від більшості теорій свідомості, і Пірс окреслив експериментальний протокол, який описує, як цю гіпотезу можна перевірити за допомогою інтерферометрії речовина-хвиля для виявлення некласичних інтерференційних паттернів суперпозицій нейронів на початку квантової декогеренції. Пірс визнає, що його ідеї «дуже спекулятивні», «неінтуїтивні» та «неймовірні».

### Електронний транспорт катехоламінергічного нейрона (CNET)
CNET — це гіпотетичний механізм передачі нервових сигналів у катехоламінергічних нейронах, який використовує квантово-механічний транспорт електронів. Гіпотеза частково базується на спостереженнях багатьох незалежних дослідників про те, що тунелювання електронів відбувається у феритині, білку, що накопичує залізо, який переважає в цих нейронах, за кімнатної температури та умов навколишнього середовища. Передбачувана функція цього механізму полягає в тому, щоб допомогти у виборі дій, але сам механізм здатний інтегрувати мільйони когнітивних і сенсорних нейронних сигналів за допомогою фізичного механізму, пов'язаного з сильною електрон-електронною взаємодією.
CNET передбачив низку фізичних властивостей цих нейронів, які згодом спостерігалися експериментально, наприклад тунелювання електронів у тканині substantia nigra pars compacta (SNc) і наявність невпорядкованих масивів феритину в тканині SNc. Гіпотеза також передбачила, що невпорядковані масиви феритину, подібні до тих, що знаходяться в тканині SNc, повинні бути здатні підтримувати транспорт електронів на великі відстані та забезпечувати функцію перемикання або маршрутизації, обидві з яких також спостерігалися пізніше.
Іншим прогнозом CNET було те, що найбільші нейрони SNc повинні опосередковувати вибір дій. Це передбачення суперечило попереднім припущенням про функціонування тих нейронів у той час, які ґрунтувалися на передбачуваній сигналізації дофаміну. Команда під керівництвом доктора Паскаля Кайзера з Гарвардської медичної школи згодом продемонструвала, що ці нейрони насправді кодують рух, що відповідає попереднім прогнозам CNET. Хоча механізм CNET ще не спостерігався безпосередньо, можливо, це можливо зробити за допомогою квантових точкових флуорофорів, позначених феритином, або інших методів виявлення тунелювання електронів.
CNET застосовний до низки різних моделей свідомості як механізм зв'язування або вибору дій, таких як теорія інтегрованої інформації (IIT) і сенсомоторна теорія (SMT). Слід зазначити, що багато існуючих моделей свідомості не в змозі конкретно звернутись до вибору чи зв'язування дій. Наприклад, О'Ріган і Ноє називають зв'язування «псевдопроблемою», але також стверджують, що «той факт, що атрибути об'єкта перцептивно здаються частиною одного об'єкта, не вимагає, щоб вони були „представлені“ будь-яким єдиним способом, наприклад, в одному місці в мозку або через один процес. Вони можуть бути так представлені, але в цьому немає логічної необхідності». Просто тому, що немає «логічної необхідності» для фізичного явища, не означає, що воно не існує, або що, коли його ідентифіковано, його можна ігнорувати. Подібним чином, моделі теорії глобального робочого простору (GWT) розглядають дофамін як модулятор, заснований на попередньому розумінні цих нейронів із дослідження передбачуваної винагороди дофамінових сигналів, але моделі GWT можна адаптувати, щоб миттєво включати моделювання активності у смугастому тілі, щоб опосередкувати вибір дії, як спостерігав Кайзер. CNET застосовний до цих нейронів як механізм вибору для цієї функції, оскільки в іншому випадку ця функція може призвести до нападів від одночасної активації конкуруючих наборів нейронів. Хоча CNET сам по собі не є моделлю свідомості, він здатний інтегрувати різні моделі свідомості за допомогою нейронного зв'язування та вибору дій. Однак більш повне розуміння того, як CNET може бути пов'язане зі свідомістю, вимагатиме кращого розуміння сильних електрон-електронних взаємодій у масивах феритину, що передбачає проблему багатьох тіл.

### Експерименти
У 2022 році нейробіологи повідомили про результати експерименту МРТ, які наразі свідчать про заплутаність спінів ядерних протонів води в мозку людей-учасників, що свідчить про те, що функції мозку працюють некласично, що може підтримувати квантові механізми, задіяні у свідомості. Однак результати далеко не однозначні, і якщо такі функції мозку дійсно існують і беруть участь у свідомому пізнанні, то ступінь і характер їх участі у свідомості залишається невідомим.

## Критика
Ці гіпотези квантового розуму, станом на 2023 рік, залишаються гіпотетичними припущеннями.
Процес перевірки гіпотез за допомогою експериментів сповнений концептуальних, практичних та етичних проблем.

### Концептуальні проблеми
Ідея про те, що для функціонування свідомості необхідний квантовий ефект, все ще залишається у сфері філософії. Пенроуз припускає, що це необхідно, але інші теорії свідомості не вказують на те, що це необхідно. Наприклад, Деніел Деннет у своїй книзі «Пояснення свідомості» 1991 року запропонував теорію під назвою «модель кількох протягів», яка не вказує на необхідність квантових ефектів. Філософський аргумент з обох сторін не є науковим доказом, хоча філософський аналіз може вказати на ключові відмінності в типах моделей і показати, який тип експериментальних відмінностей можна спостерігати. Але оскільки серед філософів немає чіткого консенсусу, немає концептуальної підтримки необхідності квантової теорії розуму.
Є комп'ютери, які спеціально розроблені для обчислень із використанням квантово-механічних ефектів. Квантові обчислення — це обчислення з використанням квантово-механічних явищ, таких як суперпозиція та заплутаність. Вони відрізняються від бінарних цифрових електронних обчислювальних машин на транзисторах. У той час як звичайні цифрові обчислення вимагають кодування даних у двійкові цифри (біти), кожна з яких завжди знаходиться в одному з двох визначених станів (0 або 1), квантові обчислення використовують квантові біти (кубіти), які можуть бути в суперпозиції станів. Однією з найбільших проблем є контроль або усунення квантової декогеренції. Зазвичай це означає ізоляцію системи від середовища, оскільки взаємодія із зовнішнім світом призводить до декогерентності системи. Деякі квантові комп'ютери вимагають охолодження своїх кубітів до 20 мілікельвінів, щоб запобігти значній декогеренції. Як наслідок, виконання трудомістких завдань може призвести до непрацездатності деяких квантових алгоритмів, оскільки підтримка стану кубітів достатньо довго зрештою пошкоджує суперпозиції. На даний момент немає підтверджених формальних еквівалентів між функціонуванням квантових комп'ютерів і людського мозку. Деякі гіпотетичні моделі квантового розуму запропонували механізми підтримки квантової когерентності в мозку, але вони ще не були повністю продемонстровані, щоб вони працювали як такі.
Квантова заплутаність — це фізичне явище, яке часто використовують для моделей квантового розуму. Цей ефект виникає, коли пари або групи частинок взаємодіють так, що квантовий стан кожної частинки не може бути описаний незалежно від іншої (інших), навіть коли частинки розділені великою відстанню. Натомість квантовий стан має бути описаний для всієї системи. Встановлено, що вимірювання фізичних властивостей, таких як положення, імпульс, спін і поляризація, що виконуються на заплутаних частинках, корельовані. Якщо вимірюється одна частинка, та сама властивість іншої частинки негайно коригується, щоб підтримувати збереження фізичного явища. Відповідно до формалізму квантової теорії, ефект вимірювання відбувається миттєво, незалежно від того, наскільки далеко одна від одної знаходяться частинки. Заплутаність порушується, коли заплутані частинки декогерують через взаємодію з навколишнім середовищем, наприклад, коли проводиться вимірювання або частинки зазнають випадкових зіткнень або взаємодій. За словами Пірса, «в нейронних мережах іон-іонне розсіювання, іон-водяні зіткнення та далекобійні кулонівські взаємодії з сусідніми іонами сприяють швидкому часу декогеренції; але термічно індуковану декогеренцію навіть важче експериментально контролювати, ніж декогеренцію при зіткненні». Він передбачав, що квантові ефекти повинні вимірюватися в фемтосекундах, що в трильйон разів швидше, ніж швидкість, з якою функціонують нейрони (мілісекунди).
Інший можливий концептуальний підхід полягає у використанні квантової механіки як аналогії для розуміння іншої галузі дослідження, як-от свідомість, без очікування застосування законів квантової фізики. Прикладом такого підходу є ідея кота Шредінгера. Ервін Шредінгер описав, як можливо, в принципі, створити заплутаність великомасштабної системи, зробивши її залежною від елементарної частинки в суперпозиції. Він запропонував сценарій із котом у замкненій сталевій камері, де виживання кота залежало від стану радіоактивного атома — чи розпався він і випустив радіацію. За словами Шредінгера, копенгагенська інтерпретація означає, що кішка одночасно жива і мертва, доки не буде спостережено стан. Шредінгер не хотів пропагувати ідею мертвих і живих котів як серйозну можливість; він хотів, щоб приклад проілюстрував абсурдність існуючого погляду на квантову механіку. Але з часів Шредінгера фізики дали інші інтерпретації математики квантової механіки, деякі з яких вважають суперпозицію «живого і мертвого» кота цілком реальною. Відомий уявний експеримент Шредінгера ставить запитання: «Коли квантова система перестає існувати як суперпозиція станів і стає тим чи іншим?» Таким же чином можна запитати, чи є акт прийняття рішення аналогічним наявності суперпозиції станів двох результатів рішення, так що прийняття рішення означає «відкриття ящика»? Ця аналогія щодо прийняття рішень використовує формалізм, отриманий з квантової механіки, але не вказує на фактичний механізм, за допомогою якого приймається рішення. Таким чином, ця ідея схожа на квантове пізнання. Теорія квантового пізнання чітко відрізняє себе від квантової свідомості, оскільки вона не покладається на гіпотезу, що в мозку є щось мікрофізичне, квантово-механічне. Квантове пізнання базується на квантовоподібній парадигмі, узагальненій квантовій парадигмі або парадигмі квантової структури, в тому, що обробку інформації складними системами, такими як мозок, можливо математично описати в рамках квантової теорії інформації та квантової теорії ймовірностей. Ця модель використовує квантову механіку лише як аналогію, але не передбачає, що квантова механіка є фізичним механізмом, за допомогою якого вона працює. Наприклад, квантове пізнання передбачає, що деякі рішення можна аналізувати так, ніби існує інтерференція між двома альтернативами, але це не фізичний ефект квантової інтерференції.[джерело?]

### Практичні проблеми
Квантова механіка — це математична модель, яка може надати деякі надзвичайно точні чисельні передбачення. Річард Фейнман назвав квантову електродинаміку, засновану на формалізмі квантової механіки, «перлиною фізики» за її надзвичайно точні передбачення таких величин, як аномальний магнітний момент електрона та лембівський зсув енергетичних рівнів водню. Таким чином, цілком можливо, що модель могла б забезпечити точне передбачення щодо свідомості, яке б підтвердило, що тут бере участь квантовий ефект. Якщо розум залежить від квантово-механічних ефектів, справжнім доказом є пошук експерименту, який забезпечує обчислення, які можна порівняти з експериментальними вимірюваннями. Він повинен показати вимірну різницю між результатом класичного обчислення в мозку та результатом, який включає квантові ефекти.[джерело?]
Основним теоретичним аргументом проти гіпотези квантового розуму є твердження, що квантові стани в мозку втратять когерентність до того, як досягнуть масштабу, коли вони можуть бути корисними для нейронної обробки. Це припущення розвинув Макс Тегмарк. Його розрахунки показують, що квантові системи в мозку декогерують на субпікосекундних часових шкалах. Жодна реакція мозку не показала обчислювальних результатів або реакцій за такий швидкий часовий масштаб. Типові реакції мають порядок мілісекунд, що в трильйони разів довше, ніж субпікосекундні часові шкали.
Деніел Деннетт використовує експериментальний результат на підтримку своєї моделі з кількома чернетками оптичної ілюзії, яка відбувається на шкалі часу менше секунди або близько того. У цьому експерименті послідовно спалахують два різнокольорові вогні з кутом ока на кілька градусів. Якщо інтервал між спалахами становить менше секунди або близько того, то здається, що перший вогник переміщується в положення другого. Крім того, здається, що світло змінює колір, коли воно рухається по полю зору. Здається, що зелений вогонь стане червоним, коли він ніби переміститься в положення червоного вогню. Деннет запитується питанням, як ми можемо побачити, як світло змінює колір до того, як спостерігатиметься друге світло. Велманс стверджує, що шкірна ілюзія кролика, ще одна ілюзія, яка виникає приблизно за секунду, демонструє, що існує затримка під час моделювання в мозку, і що цю затримку виявив Лібет. Але ці повільні ілюзії, які відбуваються менш ніж за секунду, ніяк не підтверджують припущення, що мозок функціонує на пікосекундному часовому масштабі.
За словами Девіда Пірса, демонстрація пікосекундних ефектів є «диявольськи важкою частиною — можливою в принципі, але експериментальною проблемою, яка все ще знаходиться поза межами сучасної інтерферометрії молекулярної матерії та хвиль… Гіпотеза передбачає, що ми відкриємо сигнатуру перешкод субфемтосекундних макросуперпозицій».

Пенроуз каже:
Проблема спроби використати квантову механіку в роботі мозку полягає в тому, що якби мова йшла про квантові нервові сигнали, ці нервові сигнали порушили б решту матеріалу в мозку настільки, що квантова когерентність була б втрачена, і дуже швидко. Ви навіть не можете спробувати побудувати квантовий комп'ютер зі звичайних нервових сигналів, тому що вони надто великі та в надто неорганізованому середовищі. До звичайних нервових сигналів потрібно ставитися класично. Але якщо ви опуститеся до рівня мікротрубочок, то є надзвичайно хороший шанс, що ви зможете отримати всередині них активність квантового рівня.
Для мого бачення мені потрібна ця активність на квантовому рівні в мікротрубочках; діяльність має бути великомасштабною, яка проходить не лише від однієї мікротрубочки до наступної, але й від однієї нервової клітини до іншої, через великі ділянки мозку. Нам потрібна якась узгоджена діяльність квантової природи, яка слабо пов’язана з обчислювальною діяльністю, яка, як стверджує Гамерофф, відбувається вздовж мікротрубочок.

Існують різні підходи. Один безпосередньо стосується фізики, квантової теорії, і є певні експерименти, які люди починають проводити, і різні схеми для модифікації квантової механіки. Я не думаю, що експерименти ще достатньо чутливі, щоб перевірити багато з цих конкретних ідей. Можна уявити експерименти, які могли б перевірити ці речі, але їх було б дуже важко виконати.
Пенроуз також сказав в інтерв'ю:
... якою б не була свідомість, вона повинна бути поза обчислюваною фізикою.... Справа не в тому, що свідомість залежить від квантової механіки, а в тому, що вона залежить від того, де наші поточні теорії квантової механіки йдуть не так. Це пов’язано з теорією, яку ми ще не знаємо.
Демонстрація квантового ефекту в мозку повинна пояснити цю проблему або пояснити, чому вона не має значення, або те, що мозок якимось чином обходить проблему втрати квантової когерентності при температурі тіла. Як пропонує Пенроуз, для цього може знадобитися новий тип фізичної теорії, чогось, що «ми ще не знаємо».

### Етичні проблеми
Теорії квантової свідомості часто плутають з квантовим містицизмом, який є спробою пояснити духовні або містичні переживання за допомогою посилання на квантову фізику.
Практика прихильників теорій квантового розуму, яка викликала етичні заперечення, включає практику використання квантово-механічних термінів, що, як стверджується, є спробою зробити аргумент більш вражаючим, навіть якщо вони знають, що ці терміни не мають значення.
До суперечливих тем також відноситься квантове зцілення. Хоча квантова біологія набирає популярності та уваги наукової спільноти, іноді ці термін використовуються без належного наукового підґрунтя. Наприклад, Діпак Чопра вважає, що людське тіло охоплене «квантово-механічним тілом», яке складається не з матерії, а з енергії та інформації, він вважає, що «людське старіння є плавним і мінливим; воно може прискорюватися, сповільнюватися, зупинятися на час і навіть навпаки», як це визначається станом розуму. Чопра стверджує, що те, що він називає «квантовим зціленням», виліковує будь-які захворювання за допомогою ефектів, які, як він стверджує, базуються на тих же принципах, що й квантова механіка. Це змусило фізиків заперечити проти використання ним терміна квант стосовно захворювань і людського тіла. Чопра сказав: «Я думаю, що квантова теорія може багато чого сказати про ефект спостерігача, про нелокальність, про кореляції. Тож я думаю, що існує школа фізиків, які вважають, що свідомість потрібно прирівняти або принаймні ввести в рівняння в розумінні квантової механіки». З іншого боку, він також стверджує, що «[квантові ефекти] лише метафора. Подібно до того, як електрон або фотон є неподільною одиницею інформації та енергії, думка є неподільною одиницею свідомості». У своїй книзі «Квантове зцілення» Чопра зробив висновок про те, що квантова заплутаність пов'язує все у Всесвіті, і тому вона повинна створити свідомість.
Кріс Картер містить у своїй книзі «Наука та психічні явища» цитати квантових фізиків на підтримку психічних явищ, що також викликало хвилю критики.
Критики гіпотези квантового розуму не заперечують, що квантові ефекти залучені до обчислень у мозку. Але оскільки ці ефекти мають відношення лише в дуже малих масштабах, наприклад, шляхом визначення властивостей і структури білків і нейротрансмітерів, критики вважають їх невідповідними для свідомості, що постає як макроскопічний феномен. Деніел Деннетт зазначає, що «квантові ефекти є у вашій машині, годиннику та комп'ютері. Але більшість речей — більшість макроскопічних об'єктів — ніби не помічають квантових ефектів. Вони не посилюють їх, вони не не залежати від них».

## Додаткова література
- Zhi, Gangsha; Xiu, Rulin (1 вересня 2023). Quantum Theory of Consciousness. Journal of Applied Mathematics and Physics (англ.) 11 (9). с. 2652–2670. doi:10.4236/jamp.2023.119174.
- Georgiev, Danko D. (2018). Quantum information and consciousness: a gentle introduction. London: CRC Press. ISBN 978-1-138-10448-8.
- Koch, Christof; Hepp, Klaus (2006-03). Quantum mechanics in the brain. Nature (англ.) 440 (7084). с. 611–611. ISSN 1476-4687. doi:10.1038/440611a.
- Litt, Abninder; Eliasmith, Chris; Kroon, Frederick W.; Weinstein, Steven; Thagard, Paul (6 травня 2006). Is the Brain a Quantum Computer?. Cognitive Science (англ.) 30 (3). с. 593–603. doi:10.1207/s15516709cog0000_59.
- Квантові підходи до свідомості, стаття в Стенфордській енциклопедії філософії.
- Журнал NeuroQuantology.